# Aue (Sachsen)

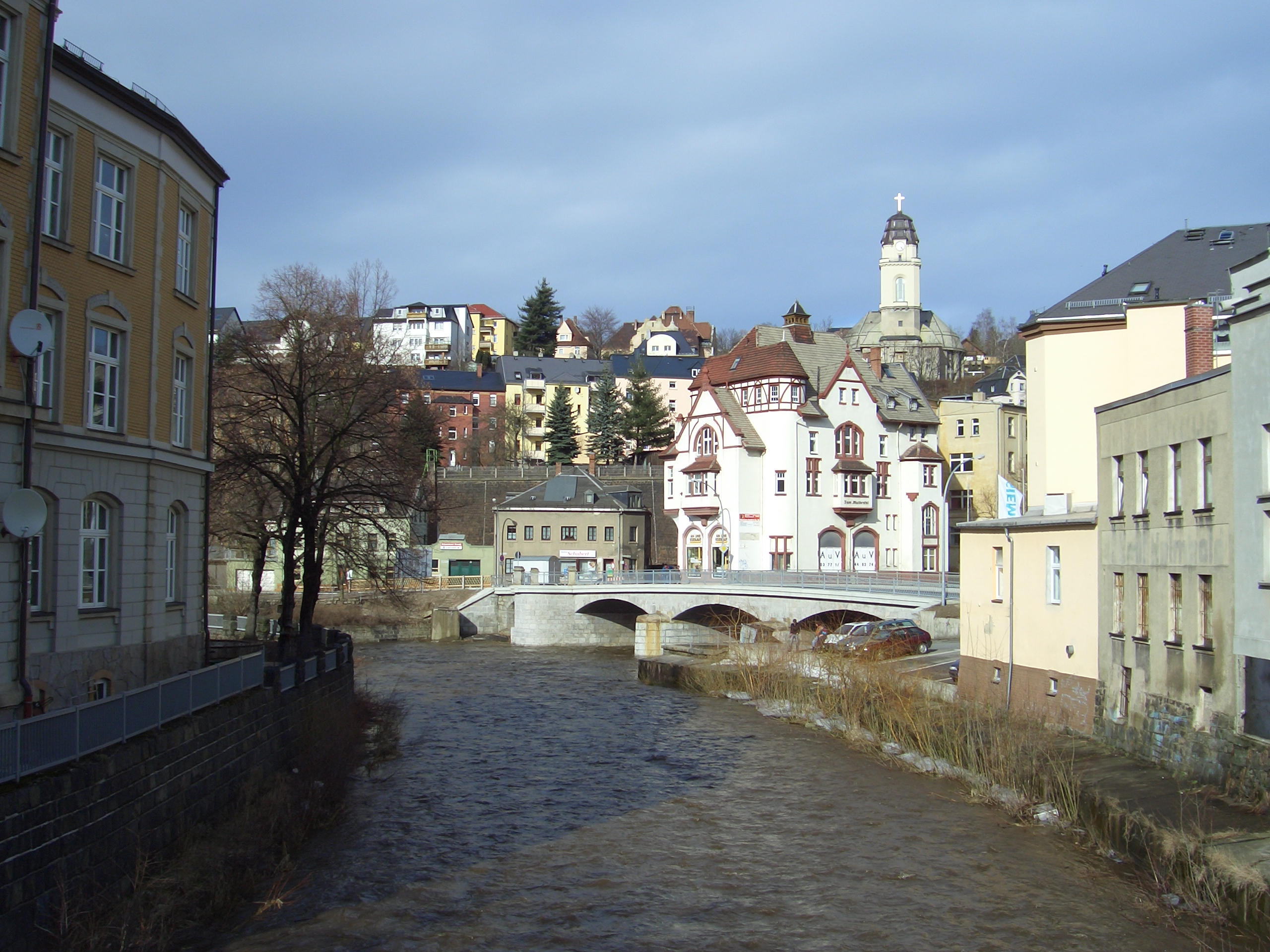
Aue

Aue este un oraș din landul Saxonia, Germania.